# Marcel Sabou
Marcel Sabou   (Timișoara, 22 d'agost de 1965 - Gijón, 9 de juny de 2025) va ser un futbolista romanès nacionalitzat espanyol, que ocupava la posició de migcampista.

## Biografia
Va destacar en el Dinamo de Bucarest. Amb l'equip de la capital va vindre a disputar a Madrid un torneig amistós el 1989. Una vegada ací, junt altres companys, va decidir no tornar-se'n al seu país i demandar l'asil polític.
A la temporada 1989-90 va recalar al filial del Reial Madrid, el Castella i a la següent va marxar al CD Tenerife, la qual cosa va causar un conflicte amb el Rayo Vallecano, que havia obtingut els drets del jugador de part del Dinamo. Finalment, es va dictaminar que Sabou jugara a les Canàries, on no va tenir massa fortuna.
L'estiu de 1991 fitxa pel Racing de Santander, amb qui puja a Primera Divisió el 1993, però no és renovat i per a la temporada 1993-94 s'incorpora a l'Sporting de Gijón, on romandria tres anys. Finalment, el 1996 canvia de lliga i recala al GD Chaves portugués, equip al qual es retiraria l'any 2000.
Després de penjar les botes, ha seguit vinculat al món del futbol com a entrenador de modestos conjunts asturians, com l'Arenal o el Berrón.